# Championnats du monde de taekwondo 1975
Les Championnats du monde de taekwondo 1975 se sont déroulés du 28 au 31 août à Séoul (Corée du Sud), entre autres dans le prestigieux Kukkiwon.
Pour cette seconde édition de la compétition, 30 nations sont représentées (contre 19 lors de la première édition) par 165 athlètes.
Les catégories masculines ont été portées de 2 à 8, mais aucune épreuve féminine ne figure encore au programme. 

## Hommes
| Catégorie                              | Or              | Argent           | Bronze                |
| -------------------------------------- | --------------- | ---------------- | --------------------- |
| Poids Fin (fourchette non précisée)    | Soo Yong WHANG  | Jaime de Pablos  | Liu Ching Wen         |
| Poids Fin (fourchette non précisée)    | Soo Yong WHANG  | Jaime de Pablos  | Hidesh Yamane         |
| Poids mouche (fourchette non précisée) | You Keun HAN    | Liu Chin Chien   | Jaime Martin          |
| Poids mouche (fourchette non précisée) | You Keun HAN    | Liu Chin Chien   | Maritz von Marcher    |
| Poids coq (fourchette non précisée)    | Tae Hwan SON    | Ramiso Guzman    | Dennis Robinson       |
| Poids coq (fourchette non précisée)    | Tae Hwan SON    | Ramiso Guzman    | Leuchter Huvert       |
| Poids plume (fourchette non précisée)  | Gyeo Sung LEE   | Wolfgang Dahmen  | Martin Hall           |
| Poids plume (fourchette non précisée)  | Gyeo Sung LEE   | Wolfgang Dahmen  | Reya Arab             |
| Poids léger (fourchette non précisée)  | Yong Hab YOO    | Michael Adey     | Want Tieh Cheng       |
| Poids léger (fourchette non précisée)  | Yong Hab YOO    | Michael Adey     | Paman Emmanuel        |
| Poids Welter (fourchette non précisée) | Hur Song        | Liang Ping Hui   | A.F.Odut              |
| Poids Welter (fourchette non précisée) | Hur Song        | Liang Ping Hui   | Theophile Dossou      |
| Poids moyens (fourchette non précisée) | Young Kwan YANG | Steve Pound      | Alejandro C. Zumivado |
| Poids moyens (fourchette non précisée) | Young Kwan YANG | Steve Pound      | Chang Ksiang Hsing    |
| Poids lourds (fourchette non précisée) | Jeong Do CHOI   | Letecken Meinolf | Lim Ying Teng         |
| Poids lourds (fourchette non précisée) | Jeong Do CHOI   | Letecken Meinolf | Carl Pluekham         |

## Femmes
Aucune épreuve

## Tableau des médailles
| Rang | Nation               | Or | Argent | Bronze | Total |
| ---- | -------------------- | -- | ------ | ------ | ----- |
| 1    | Corée du Sud         | 8  | 0      | 0      | 8     |
| 2    | Taipei chinois       | 0  | 2      | 4      | 6     |
| 3    | Mexique              | 0  | 2      | 1      | 3     |
| 3    | Allemagne de l'Ouest | 0  | 2      | 1      | 3     |
| 4    | Australie            | 0  | 1      | 2      | 3     |
| 5    | Guam                 | 0  | 1      | 0      | 1     |
| 6    | Côte d'Ivoire        | 0  | 0      | 2      | 2     |
| 7    | Japon                | 0  | 0      | 1      | 1     |
| 7    | Philippines          | 0  | 0      | 1      | 1     |
| 7    | États-Unis           | 0  | 0      | 1      | 1     |
| 7    | Iran                 | 0  | 0      | 1      | 1     |
| 7    | Ouganda              | 0  | 0      | 1      | 1     |
| 7    | Costa Rica           | 0  | 0      | 1      | 1     |